# Lista de departamentos da Guatemala

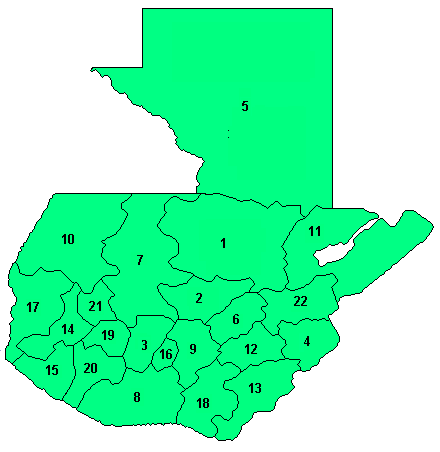
The departments of Guatemala

Guatemala é dividida em 22  departamentos (departamentos):
1. Alta Verapaz
2. Baja Verapaz
3. Chimaltenango
4. Chiquimula
5. El Petén
6. El Progreso
7. El Quiché
8. Escuintla
9. Guatemala
10. Huehuetenango
11. Izabal
12. Jalapa
13. Jutiapa
14. Quetzaltenango
15. Retalhuleu
16. Sacatepéquez
17. San Marcos
18. Santa Rosa
19. Sololá
20. Suchitepéquez
21. Totonicapán
22. Zacapa

Além disso, a Guatemala, no passado, afirmou que a totalidade ou parte da nação de Belize é um departamento da Guatemala (como uma parte da Província de Verapaz), e esta afirmação se traduz em mapas da região. Guatemala reconheceu formalmente Belize em 1992, mas, nessa época os litígios fronteiriços entre as duas nações ainda não havia sido resolvido.
Como Lei Eleitoral, o município da Guatemala, no Departamento da Guatemala, ocupa os locais do Congresso por seu território. Os outros municípios tomam outros sites. Ainda administrativamente tem a mesma administração e não corresponde a outro tratamento especial.